# Sant Joan de Conilles
Sant Joan de Conilles és una església, situada el poble de Sant Joan de Mediona, capital del terme municipal de Mediona (Alt Penedès) inclosa a l'Inventari del Patrimoni Arquitectònic de Catalunya. La primitiva capella era del segle xi. L'última gran reforma es va fer el 1885. Molt transformada.

## Descripció
És una església de tres naus, la central amb volta de canó apuntada amb arcs torals i les laterals de volta d'aresta. Absis central poligonal sustentat per arcs ogivals amb capitells esculpits i clau de volta. Absis laterals de planta semicircular. Sagristia adossada. Atri davanter. Campanar de planta quadrada que es transforma en octogonal.